# Saturn Award du meilleur film de science-fiction
Le Saturn Award du meilleur film de science-fiction (Saturn Award for Best Science Fiction Film) est une récompense cinématographique décernée chaque année depuis 1973 par l'Académie des films de science-fiction, fantasy et horreur (Academy of Science Fiction Fantasy & Horror Films).

## Palmarès
Note : L'année indiquée est celle de la cérémonie, récompensant les films sortis au cours de l'année précédente. Les lauréats sont indiqués en tête de chaque catégorie et en caractères gras. Les titres originaux sont précisés entre parenthèses, sauf s'ils correspondent au titre en français.
Exceptionnellement, il n'y a pas eu de cérémonies en 1974 et 1989. Les cérémonies de 1975 et 1991 ont respectivement récompensé les films sortis en 1973-74 et 1989-90, celle de 1990 les films de 1988.

### Années 1970
- 1973 : Abattoir 5 (Slaughterhouse Five)
- 1974 : Pas de cérémonie
- 1975 : Soleil vert (Soylent Green)
  - La Bataille de la planète des singes (Battle for the Planet of the Apes)
  - Le Jour du dauphin (The Day of the Dolphin)
  - Odyssée sous la mer (The Neptune Factor)
  - Woody et les Robots (Sleeper)
  - Attention au blob ! (Beware! The Blob)
  - Sssnake le cobra (Sssssss)
  - Mondwest (Westworld)
- 1976 : Rollerball
  - Apocalypse 2024 (A Boy and His Dog)
  - Les Femmes de Stepford (The Stepford Wives)
- 1977 : L'Âge de cristal (Logan's Run)
  - Embryo
  - Les Rescapés du futur (Futureworld)
  - Meurtres sous contrôle (God Told Me To)
  - L'Homme qui venait d'ailleurs (The Man Who Fell to Earth)
  - Main basse sur la TV (Network)
  - Solaris (Солярис)
- 1978 : La Guerre des étoiles (Star Wars)
  - Rencontres du troisième type (Close Encounters of the Third Kind)
  - Génération Proteus (Demon Seed)
  - L'Île du docteur Moreau (The Island of Dr. Moreau)
  - L'Ultimatum des trois mercenaires (Twilight's Last Gleaming)
- 1979 : Superman (Superman: The Movie)
  - Ces garçons qui venaient du Brésil (The Boys from Brazil)
  - Capricorn One
  - Le Chat qui vient de l'espace (The Cat from Outer Space)
  - L'Invasion des profanateurs (Invasion of the Body Snatchers)

### Années 1980
- 1980 : Alien, le huitième passager (Alien)
  - Le Trou noir (The Black Hole)
  - Moonraker
  - Star Trek, le film (Star Trek: The Motion Picture)
  - C'était demain (Time After Time)
- 1981 : L'Empire contre-attaque (The Empire Strikes Back)
  - Au-delà du réel (Altered States)
  - Les Mercenaires de l'espace (Battle Beyond the Stars)
  - Nimitz, retour vers l'enfer (The Final Countdown)
  - Flash Gordon
- 1982 : Superman 2
  - New York 1997 (Escape from New York)
  - Heartbeeps
  - Métal hurlant (Heavy Metal)
  - Outland... Loin de la Terre (Outland)
- 1983 : E.T. l'extra-terrestre (E.T. the Extra-Terrestrial)
  - Blade Runner
  - Espèce en voie de disparition (Endangered Species)
  - Star Trek 2 : La Colère de Khan (Star Trek II: The Wrath of Khan)
  - Tron
- 1984 : Le Retour du Jedi (Return of the Jedi)
  - Tonnerre de feu (Blue Thunder)
  - Brainstorm
  - Les envahisseurs sont parmi nous (Strange Invaders)
  - WarGames
- 1985 : Terminator (The Terminator)
  - Dune
  - Starman
  - 2010 : L'Année du premier contact (2010: The Year We Make Contact)
  - Star Trek 3 : À la recherche de Spock (Star Trek III: The Search for Spock)
- 1986 : Retour vers le futur (Back to the Future)
  - Cocoon
  - Enemy (Enemy Mine)
  - Mad Max : Au-delà du dôme du tonnerre (Mad Max Beyond Thunderdome)
  - Dangereusement vôtre (A View to a Kill)
- 1987 : Aliens, le retour (Aliens)
  - Le Vol du Navigateur (Flight of the Navigator)
  - Peggy Sue s'est mariée (Peggy Sue Got Married)
  - Short Circuit
  - Star Trek 4 : Retour sur Terre (Star Trek IV: The Voyage Home)
- 1988 : RoboCop
  - Hidden (The Hidden)
  - L'Aventure intérieure (Innerspace)
  - Les Maîtres de l'univers (Masters of the Universe)
  - Predator
  - Running Man (The Running Man)
- 1989 : Pas de cérémonie

### Années 1990
- 1990 : Futur immédiat, Los Angeles 1991 (Alien Nation)
  - Le Blob (The Blob)
  - Cocoon, le retour (Cocoon: The Return)
  - J'ai épousé une extra-terrestre (My Stepmother Is an Alien)
  - Appelez-moi Johnny 5 (Short Circuit 2)
  - Invasion Los Angeles (John Carpenter's They Live)
- 1991 : Total Recall
  - Abyss (The Abyss)
  - Retour vers le futur 2 (Back to the Future Part II)
  - Retour vers le futur 3 (Back to the Future part III)
  - L'Excellente Aventure de Bill et Ted (Bill & Ted's Excellent Aventure)
  - L'Expérience interdite (Flatliners)
  - Chérie, j'ai rétréci les gosses (Honey, I Shrunk the Kids)
  - RoboCop 2
  - Tremors
- 1992 : Terminator 2 : Le Jugement dernier (Terminator 2: Judgment Day)
  - La Résurrection de Frankenstein (Frankenstein Unbound)
  - Timescape : Le Passager du futur (Timescape)
  - Prayer of the Rollerboys
  - Predator 2
  - Les Aventures de Rocketeer (The Rocketeer)
- 1993 : Star Trek 6 : Terre inconnue (Star Trek VI: The Undiscovered Country)
  - Alien 3
  - Freejack
  - Chérie, j'ai agrandi le bébé (Honey I Blew Up the Kid)
  - Le Cobaye (The Lawnmower Man)
  - Les Aventures d'un homme invisible (Memoirs of an Invisible Man)
- 1994 : Jurassic Park
  - Demolition Man
  - Visiteurs extraterrestres (Fire in the Sky)
  - Fortress
  - Max, le meilleur ami de l'homme (Man's Best Friend)
  - Meteor Man (The Meteor Man)
  - RoboCop 3
- 1995 : Stargate, la porte des étoiles (Stargate)
  - Body Snatchers
  - Absolom 2022 (No Escape)
  - Les Maîtres du monde (The Puppet Masters)
  - Star Trek : Générations (Star Trek: Generations)
  - Street Fighter : L'Ultime Combat (Street Fighter)
  - Timecop
- 1996 : L'Armée des douze singes (12 Monkeys)
  - Congo
  - Judge Dredd
  - Alerte ! (Outbreak!)
  - La Mutante (Species)
  - Strange Days
  - Waterworld
- 1997 : Independence Day
  - L'île du docteur Moreau (The Island of Dr. Moreau)
  - Los Angeles 2013 (Escape from L.A.)
  - Mars Attacks!
  - Le Pire contre-attaque (Mystery Science Theater 3000: The Movie)
  - Star Trek : Premier Contact (Star Trek: First Contact)
- 1998 : Men in Black
  - Alien, la résurrection (Alien: Resurrection)
  - Contact
  - Le Cinquième Élément
  - Postman (The Postman)
  - Starship Troopers
- 1999 : Armageddon et Dark City  - ex æquo
  - Deep Impact
  - Perdus dans l'espace (Lost In Space)
  - Star Trek : Insurrection (Star Trek: Insurrection)
  - The X Files, le film (The X-Files: Fight the Future)

### Années 2000
- 2000 : Matrix (The Matrix)
  - Star Wars, épisode I : La Menace fantôme (Star Wars, Episode I: The Phantom Menace)
  - Passé virtuel (The Thirteenth Floor)
  - eXistenZ
  - Galaxy Quest
  - Pitch Black
- 2001 : X-Men
  - À l'aube du sixième jour (The 6th Day)
  - The Cell
  - L'Homme sans ombre (Hollow Man)
  - Space Cowboys
  - Titan A.E.
- 2002 : A.I. Intelligence artificielle (A.I.)
  - Jurassic Park 3
  - Lara Croft: Tomb Raider
  - The One
  - La Planète des singes (Planet of the Apes)
  - Vanilla Sky
- 2003 : Minority Report
  - Men in Black 2 (Men in Black II)
  - Signes (Signs)
  - Solaris
  - Star Trek : Nemesis (Star Trek: Nemesis)
  - Star Wars, épisode II : L'Attaque des clones (Star Wars, Episode II: Attack of the Clones)
- 2004 : X-Men 2 (X2)
  - Hulk
  - Lara Croft : Tomb Raider, le berceau de la vie (Lara Croft Tomb Raider: The Cradle of Life)
  - Matrix Revolutions (The Matrix Revolutions)
  - Paycheck
  - Terminator 3 : Le Soulèvement des machines (Terminator 3 : Rise of the Machines)
- 2005 : Eternal Sunshine of the Spotless Mind
  - L'Effet papillon (The Butterfly Effect)
  - Le Jour d'après (The Day After Tomorrow)
  - Mémoire effacée (The Forgotten)
  - I, Robot
  - Capitaine Sky et le Monde de demain (Sky Captain and the World of Tomorrow)
- 2006 : Star Wars, épisode III : La Revanche des Sith (Star Wars Episode III: Revenge of the Sith)
  - Les 4 Fantastiques (Fantastic Four)
  - The Island
  - The Jacket
  - Serenity
  - La Guerre des mondes (War of the Worlds)
- 2007 : Les Fils de l'homme (Children of Men)
  - Déjà vu
  - The Fountain
  - Le Prestige (The Prestige)
  - V pour Vendetta (V for Vendetta)
  - X-Men : L'Affrontement final (X-Men: The Last Stand)
- 2008 : Cloverfield
  - Les Quatre Fantastiques et le Surfer d'argent (Fantastic Four: Rise of the Silver Surfer)
  - Je suis une légende (I am Legend)
  - Mimzy, le messager du futur (The Last Mimzy)
  - Sunshine
  - Transformers
- 2009 : Iron Man
  - L'Incroyable Hulk (The Incredible Hulk)
  - Indiana Jones et le Royaume du crâne de cristal (Indiana Jones and the Kingdom of the Crystal Skull)
  - Le Jour où la Terre s'arrêta (The Day the Earth Stood Still)
  - Jumper
  - L'Œil du mal (Eagle Eye)

### Années 2010
- 2010 : Avatar
  - Prédictions (Knowing)
  - Moon
  - Star Trek
  - Le Livre d'Eli (The Book of Eli)
  - Transformers 2 : La Revanche (Transformers: Revenge of the Fallen)
  - X-Men Origins: Wolverine
- 2011 : Inception
  - Au-delà (Hereafter)
  - Tron : L'Héritage (Tron: Legacy)
  - Iron Man 2
  - Never Let Me Go
  - Splice
- 2012 : La Planète des singes : Les Origines (Rise of the Planet of the Apes)
  - L'Agence (The Adjustment Bureau)
  - Captain America: First Avenger (Captain America: The First Avenger)
  - Limitless
  - Super 8
  - X-Men : Le Commencement (X-Men: First Class)
- 2013 : Avengers (The Avengers) de Joss Whedon
  - Chronicle de Josh Trank
  - Cloud Atlas de Andy et Lana Wachowski et Tom Tykwer
  - Hunger Games (The Hunger Games) de Gary Ross
  - Looper de Rian Johnson
  - Prometheus de Ridley Scott
- 2014 : Gravity d'Alfonso Cuaron
  - La Stratégie Ender (Ender's Games) de Gavin Hood
  - Hunger Games : L'Embrasement (Hunger Games : Catching Fire) de Francis Lawrence
  - Pacific Rim de Guillermo Del Toro
  - Riddick de David Twohy
  - Star Trek Into Darkness de J.J. Abrams
- 2015 : Interstellar de Christopher Nolan
  - La Planète des singes : L'Affrontement (Dawn of the Planet of the Apes) de Matt Reeves
  - Edge of Tomorrow de Doug Liman
  - Godzilla de Gareth Edwards
  - Hunger Games : La Révolte, partie 1 (The Hunger Games: Mockingjay - Part 1) de Francis Lawrence
  - Zero Theorem (The Zero Theorem) de Terry Gilliam
- 2016 : Star Wars, épisode VII : Le Réveil de la Force (Star Wars: Episode VII - The Force Awakens) de J. J. Abrams
  - Ex Machina d'Alex Garland
  - Jurassic World de Colin Trevorrow
  - Mad Max: Fury Road de George Miller
  - Seul sur Mars (The Martian) de Ridley Scott
  - Terminator Genisys d'Alan Taylor
- 2017 : Rogue One: A Star Wars Story de Gareth Edwards
  - Premier Contact (Arrival) de Denis Villeneuve
  - Independence Day: Resurgence de Roland Emmerich
  - Midnight Special de Jeff Nichols
  - Passengers de Morten Tyldum
  - Star Trek : Sans limites (Star Trek Beyond) de Justin Lin
- 2018 : Blade Runner 2049 de Denis Villeneuve
  - Alien: Covenant de Ridley Scott
  - Life : Origine inconnue (Life) de Daniel Espinosa
  - Star Wars, épisode VIII : Les Derniers Jedi (Star Wars: The Last Jedi) de Rian Johnson
  - Valérian et la Cité des mille planètes de Luc Besson
  - La Planète des singes : Suprématie (War for the Planet of the Apes) de Matt Reeves
- 2019 : Ready Player One de Steven Spielberg
  - Alita: Battle Angel de Robert Rodriguez
  - Bumblebee de Travis Knight
  - Jurassic World: Fallen Kingdom de Juan Antonio Bayona
  - Solo: A Star Wars Story de Ron Howard
  - Sorry to Bother You de Boots Riley
  - Upgrade de Leigh Whannell

### Années 2020
- 2021 : Star Wars, épisode IX : L'Ascension de Skywalker (Star Wars: The Rise of Skywalker) de J. J. Abrams
  - Ad Astra de James Gray
  - Gemini Man de Ang Lee
  - Lucy in the Sky de Noah Hawley
  - Tenet de Christopher Nolan
  - Terminator: Dark Fate de Tim Miller

- 2022 : Nope
  - Les Crimes du futur (Crimes of the Future)
  - Dune
  - Free Guy
  - Godzilla vs Kong
  - Jurassic World : Le Monde d'après (Jurassic World Dominion)

- 2024 : Avatar : La Voie de l'eau (Avatar : The Way of Water)
  - The Creator
  - M3GAN
  - Prey
  - Transformers: Rise of the Beasts

- 2025 : Dune, deuxième partie (Dune: Part Two)
  - Furiosa : Une saga Mad Max (Furiosa: A Mad Max Saga)
  - Hunger Games : La Ballade du serpent et de l'oiseau chanteur (The Hunger Games: The Ballad of Songbirds & Snakes)
  - La Planète des singes : Le Nouveau Royaume (Kingdom of the Planet of the Apes)
  - Megalopolis
  - Venom: The Last Dance